# Skúta Áskelsson
Skúta Áskelsson (960-990) también conocido por su apodo Víga-Skúta (Skúta el Asesino) fue un caudillo vikingo de Hvammi Aðaldal en Islandia. Era hijo de Áskell Goði y el protagonista de la segunda parte de la saga de Reykdæla ok Víga-Skútu pues, aunque se llegó a una compensación por la muerte de su padre cuando estaba de expediciones vikingas, a su regreso encabezó una venganza sangrienta. Skúta aparece también citado en la saga de Víga-Glúms, la saga Ljósvetninga, y la saga de Njál.